# Phoenicolacerta troodica
Phoenicolacerta troodica – gatunek jaszczurki z rodziny jaszczurkowatych (Lacertidae). Jest endemitem Cypru. 

## Etymologia
Jej nazwa pochodzi od miejsca typowego – pasma górskiego Trodos. 

## Występowanie
Występuje jedynie na Cyprze – na terenie całej wyspy. Preferuje tereny suche i skaliste. 

## Charakterystyka

### Morfologia
Osiąga do 10 cm długości ciała, a jej ogon mierzy do 15 cm. Samce są nieco większe od samic. Ciało jest zwykle brązowoszare. Mają charakterystyczny ciemnobrązowy pas na boku ciała. W czasie sezonu rozrodczego na głowie samców pojawiają się pomarańczowe plamy. Ich brzuch również staje się pomarańczowy lub czerwony, a na jego powierzchni pojawiają się niebieskie plamy.

### Rozmnażanie
Ich sezon godowy trwa od wiosny do lata. Samica składa zwykle od 2 do 8 jaj. 

### Dieta
Jaszczurka ta jest aktywna w ciągu dnia. Żywi się głównie owadami. Poluje także na małe bezkręgowce.